# Tourville-la-Chapelle
Pour les articles homonymes, voir Tourville et La Chapelle.
Tourville-la-Chapelle est une ancienne commune française, située dans le département de la Seine-Maritime en Normandie.
Dans le cadre de la fusion le 1er janvier 2016 des 18 communes qui constituaient la communauté de communes du Petit Caux pour former la commune nouvelle du Petit-Caux, Tourville-la-Chapelle devient à cette date une de ses communes déléguées.

## Toponymie
Le nom de la localité est attesté sous les formes Turvilla en 1025, 1026, 1032 et 1035, de Tolrevilla en 1206, 1211 et 1221, Apud Tolrevillam et apud Tolreville en 1226, Parrochia Capelle de Torvilla en 1280, Paroisse de Notre-Dame de la Capelle de Tourville en 1410, Beata Maria de Tourvilla in comitatu de Augo en 1550, Ecclesia Beate Marie de Tourville la Capelle en 1644, Tourville la Chapelle au XVIIe siècle, Terre de Tourville en 1675, Tourvilla in via Augi (variante in via de Augo) en 1337, Tourville en la veoye d'Eu en 1550, Tourville au chemin d'Eu en 1692, Notre Dame de Tourville en 1683, Tourville la Chapelle en 1644.

## Politique et administration

### Intercommunalité
La commune était membre de la communauté de communes du Petit Caux. Celle-ci s'est transformée le 1er janvier 2016 en commune nouvelle sous le nom du Petit-Caux et les 18 communes qui constituaient l'intercommunalité deviennent des communes déléguées, reprenant le nom et les limites territoriales des anciennes communes.
Le projet de schéma départemental de coopération intercommunale présenté par le préfet de Seine-Maritime le 2 octobre 2015 dans le cadre de l'approfondissement de la coopération intercommunale prévu par la Loi portant nouvelle organisation territoriale de la République (Loi NOTRe) du 7 août 2015 prévoit la fusion de la communauté de communes des Monts et Vallées (12 338 habitants), de cette commune nouvelle du Petit-Caux (9 042 habitants), et une commune membre de la communauté de communes de Londinières (264 habitants). Le nouveau nom de cet EPCI auquel est rattachée la commune déléguée de Tourville-la-Chapelle, au 1er janvier 2017, est la Communauté de Communes Falaises du Talou.

### Liste des maires
| Période                                  | Période                        | Identité         | Étiquette | Qualité |
| ---------------------------------------- | ------------------------------ | ---------------- | --------- | --- |
| Les données manquantes sont à compléter. |                                |                  |           | |
| mars 2001                                | 2008                           | Daniel Bovin     | DVD       | |
| mars 2008                                | En cours (au 16 décembre 2015) | François Haillet | DVD       | Agriculteur Réélu pour le mandat 2014-2020 Devient maire délégué de Tourville-la-Chapelle le 1er janvier 2016 |

## Démographie
L'évolution du nombre d'habitants est connue à travers les recensements de la population effectués dans la commune depuis 1793. À partir du 1er janvier 2009, les populations légales des communes sont publiées annuellement dans le cadre d'un recensement qui repose désormais sur une collecte d'information annuelle, concernant successivement tous les territoires communaux au cours d'une période de cinq ans. 
Pour les communes de moins de 10 000 habitants, une enquête de recensement portant sur toute la population est réalisée tous les cinq ans, les populations légales des années intermédiaires étant quant à elles estimées par interpolation ou extrapolation. Pour la commune, le premier recensement exhaustif entrant dans le cadre du nouveau dispositif a été réalisé en 2007,.
En 2013, la commune comptait 589 habitants, en évolution de +15,04 % par rapport à 2008 (Seine-Maritime : +0,48 %, France hors Mayotte : +2,49 %).
| 1793 | 1800 | 1806 | 1821 | 1831 | 1836 | 1841 | 1846 | 1851 |
| ---- | ---- | ---- | ---- | ---- | ---- | ---- | ---- | ---- |
| 640  | 617  | 680  | 652  | 640  | 642  | 625  | 579  | 595  |

| 1856 | 1861 | 1866 | 1872 | 1876 | 1881 | 1886 | 1891 | 1896 |
| ---- | ---- | ---- | ---- | ---- | ---- | ---- | ---- | ---- |
| 524  | 526  | 535  | 506  | 505  | 450  | 452  | 450  | 427  |

| 1901 | 1906 | 1911 | 1921 | 1926 | 1931 | 1936 | 1946 | 1954 |
| ---- | ---- | ---- | ---- | ---- | ---- | ---- | ---- | ---- |
| 421  | 471  | 448  | 345  | 356  | 365  | 353  | 354  | 382  |

| 1962 | 1968 | 1975 | 1982 | 1990 | 1999 | 2007 | 2011 | 2013 |
| ---- | ---- | ---- | ---- | ---- | ---- | ---- | ---- | ---- |
| 382  | 365  | 358  | 409  | 451  | 468  | 501  | 556  | 589  |

## Culture locale et patrimoine

### Lieux et monuments
- Église Notre-Dame.

### Héraldique
| Armes de Tourville-la-Chapelle | Les armes de la commune de Tourville-la-Chapelle se blasonnent ainsi : De gueules à la croix d’argent semée de fleurs de lis d’azur, cantonnée aux 1er et 4e d’un lion, au 2e d’un puits du lieu et au 3e d’un moulin à vent, le tout d’or. Création du Conseil Français d’Héraldique. Adopté le 13 octobre 2011. |